# سیارک ۲۱۳۸
سیارک ۲۱۳۸ (به انگلیسی: 2138 Swissair، نامگذاری:1968HB) دو هزار و صد و سی و هشتمین سیارک کشف شده‌است که در ۱۷ آوریل ۱۹۶۸ کشف شد.
قدر مطلق سیارک برابر ۱۱٫۵۰ است.